# Titanic (1927)
Titanic ist ein US-amerikanisches Stummfilmdrama aus dem Jahre 1927 von Allan Dwan mit George O’Brien und Virginia Valli in den Hauptrollen. Die Geschichte basiert auf dem zu Beginn desselben Jahres erschienenen Roman East Side, West Side von Felix Riesenberg.

## Handlung
Die Geschichte spielt vor dem Ersten Weltkrieg in New York City. Nachdem seine Mutter und sein Stiefvater bei einem Lastkahnunfall ums Leben gekommen sind, wird der unehelich geborene John Breen – er ist das Produkt einer Liaison seiner Mutter mit dem reichen Gilbert Van Horn – von der armen jüdischen Familie Lipvitch vor dem totalen gesellschaftlichen Abstieg in die Gosse der East Side bewahrt. John, der sich rasch mit der liebenswerten Tochter des Hauses, Becka, anfreundet, bleibt in der Stadt, fest dazu entschlossen, seinen leiblichen Vater aufzuspüren, der einst seine Mutter erst verführt und dann sitzengelassen hatte. Zwischenzeitlich gelingt John der Durchbruch zum Boxchampion, und er wird, nach einigen Erfolgen als Preiskämpfer, von Van Horn, von dessen Vaterschaft John zu diesem Zeitpunkt noch nichts weiß, an Sohnes statt adoptiert. Dies bedeutet für den jungen Mann der lang ersehnte, soziale Aufstieg. Plötzlich passen die armen Lipvitches nicht mehr in Johns Leben, das mehr und mehr von Van Horn kontrolliert und gesteuert wird. Traurig zieht sich Becka Lipvitch zurück, auf Johns Liebe verzichtend, nachdem sein Trainer Pug Malone ihr mitgeteilt hatte, dass eine Ehe mit John dessen Zukunft als Boxchampion gefährden würde.
Auf Betreiben von Van Horn verlobt sich John daraufhin mit dessen Ziehtochter Josephine Lambert, kehrt dem Boxsport den Rücken und soll nun eine Karriere als Ingenieur, Architekt und Städtebauer anstreben. John, Josephine und der Schwiegervater in spe reisen nach Europa, um dort alles zu besorgen, was man für eine prachtvolle Hochzeit benötigt. Man schreibt den April 1912, und John und Josephine reisen mit der Titanic von England in die USA heim. Kurz nach Mitternacht des 15. April kommt es zum fatalen Zusammenstoß mit einem treibenden Eisberg, der die „Titanic“ zum Sinken bringt. Während Van Horn dabei ums Leben kommt, werden Josephine und John gerettet. In seinem Testament hat Van Horn John zum Alleinerben seines Vermögens bestimmt. Josephine und John erkennen bald, dass sie nicht zusammengehören, und Josephine heiratet einen anderen Mann, Gerrit Rantoul. John erkennt nun endlich, dass er Becka stets geliebt hatte und bittet sie, seine Frau zu werden, nachdem er Becka aus den Klauen des Nachtclubbesitzers Flash, eines üblen Typen, befreit hat. Mit den nötigen finanziellen Mitteln ausgestattet, will sich John fortan der städtebaulichen Verschönerung seiner Heimatstadt New York widmen.

## Produktionsnotizen
Titanic entstand innerhalb neun Wochen von Anfang Juni bis Anfang August 1927 als Stummfilm in den New Yorker Fox-Studios und wurde am 9. Oktober 1927 uraufgeführt. Die deutsche Kinopremiere fand im Frühling 1928 (Ende März/Anfang April) statt. In Österreich lief der Streifen am 20. April 1928 an, dort hieß er “Titanic, die Katastrophe eines Ozeanriesen”. Am 12. April 2024 kam es anlässlich des San Francisco Silent Film Festivals zur Wiederaufführung dieses Stummfilms, der im Museum of Modern Art in New York archiviert wird.
1931 entstand von Titanic ein Remake als Tonfilm unter dem Titel Skyline.

## Wissenswertes
Obwohl der deutsche Filmtitel die Nacherzählung der berühmten Schiffskatastrophe als Kernplot erwarten lässt, dauert das eigentliche Unglück im Film gerade einmal rund fünf Minuten.

## Rezeption
Die Wiener Illustrierte Wochenpost sah hier „die Riesenstadt Newyork als treibendes Motiv einer spannenden Liebeshandlung verwendet“ und urteilte über Titanic: „ein interessanter und eigenartiger Film.“.
Das Kino-Journal urteilte: „Der stoffliche Aufbau ist vorzüglich und daß es an spannenden, interessanten Szenenbildern nicht mangeln kann, ergibt schon die Skizzierung des Inhaltes. Die Photos, wie übrigens bei Fox immer, tadellos.“.
Die kommunistische Zeitung Die Rote Fahne witterte angesichts des deutschen Titels Etikettenschwindel: „Man vermutet eine ausführliche Darstellung des bekannten Unterganges der ‚Titanic‘ zu sehen zu bekommen, in Wirklichkeit dient aber der Untergang des Schiffes bloß als Kulisse für ein Kitscherzeugnis niedrigster Sorte, ganz abgesehen davon, daß der Schiffsuntergang ziemlich nichtssagende Kulissenaufnahmen, in denen höchstens einige Lichteffekte auffallen, beinhaltet“.
In einer neuzeitlichen Einschätzung des MoMa heißt es: „Allan Dwans später Stummfilm ist einer der letzten und sicherlich besten großen Spielfilme, die in den New Yorker Fox-Studios in der 55th Street und Tenth Avenue gedreht wurden. (…) Ein wahres New-York-City-Epos, angetrieben von Dwans stromlinienförmiger Montage und der großzügigen Nutzung von Schauplätzen von der Bowery bis zu den Washington Heights.“
In einer kurzen modernen Analyse zum Film heißt es an anderer Stelle: „Der unglaublich produktive Dwan … besaß ein Händchen dafür, aus seinen Schauspielern realistische Darstellungen herauszuholen. Dies erreichte er unter anderem dadurch, dass er, wann immer möglich, vor Ort filmte und dabei die authentische Umgebung nutzte. Obwohl „East Side, West Side“ vollständig in New York City gedreht wurde, ist die Zahl der realen Drehorte eher gering, reicht aber aus, um einen Eindruck davon zu vermitteln, wie die Stadt in den 1920er-Jahren aussah.“